# Піскові заповідники
Піскові заповідники — колишня природоохоронна територія, що діяла з 1928 по 1930 роки.

## Історія створення
Протягом 1925—1926 в межах Херсонської округи працювала комісія Наркомзему, яка мала визначити природні умови та можливості господарського використання т.з. «пісків Дніпровського низу». Поряд із цілком господарськими результатами щодо перспектив лісорозведення та виноградарства, експедиція вивчала і природну рослинність пісків. Ботаніки на чолі з проф. Маховим склали 3-верстну ґрунтово-ботанічну карту та виявили ступінь порушеності ґрунтів і рослинності. Цілинним піщаним степом була визначена лише Івано-Рибальчанська арена включно з Кінбурнською косою
На засіданні Українського комітету охорони пам'яток природи 01.02.1928 р. була обрана комісія для підготовки доповідної записки про утворення «Піскового заповідника Дніпрового низу» у складі професорів Г.Висоцького, Є.Лавренка, Махова та Рудницького. Комісія працювала під керівництвом Є.Лавренка та засідала двічі протягом 1928 року.
Записку, направлену до РНК, підписали учасники комісії — проф. Г.Висоцький, Є.Лавренко, проф. Г.Махов та проф. С.Рудницький. Початково проф. Махов пропонував включити у заповідник 1000 га Солоно-Озерної дачі, 1000 га Іванівської арени і 4000 га урочища «Буркути» . Проте загальна площа запроектованого заповідника в записці УКОПП вже мала близько 11000 га: 4500 га Івано-Рибальчанської ділянки та 6500 га урочища «Буркути» (виключаючи Солоно-Озерну ділянку що вже на той час входила до Надморських заповідників). Особливу тривогу УКОПП викликала загроза втрати урочища «Буркути» (в листах НКО щодо збереження цього урочища прослідковується буквально приказний тон).
У записці йшлось про те, що «піскові степові (цілинні) простори досить рідкі в Україні, між тим тільки на них можна вивчити й розв'язати низку питань ґрунтово-рослинної динаміки — як процеси природного задержання пісків, зв'язок водного режиму й рослинного покриву та инш.», «Нема сумніву отже, що заповідники спричиняться не лише для збереження первісної природи, але одночасно стануть і необхідним територіяльним фондом для дальшої дослідчої роботи».

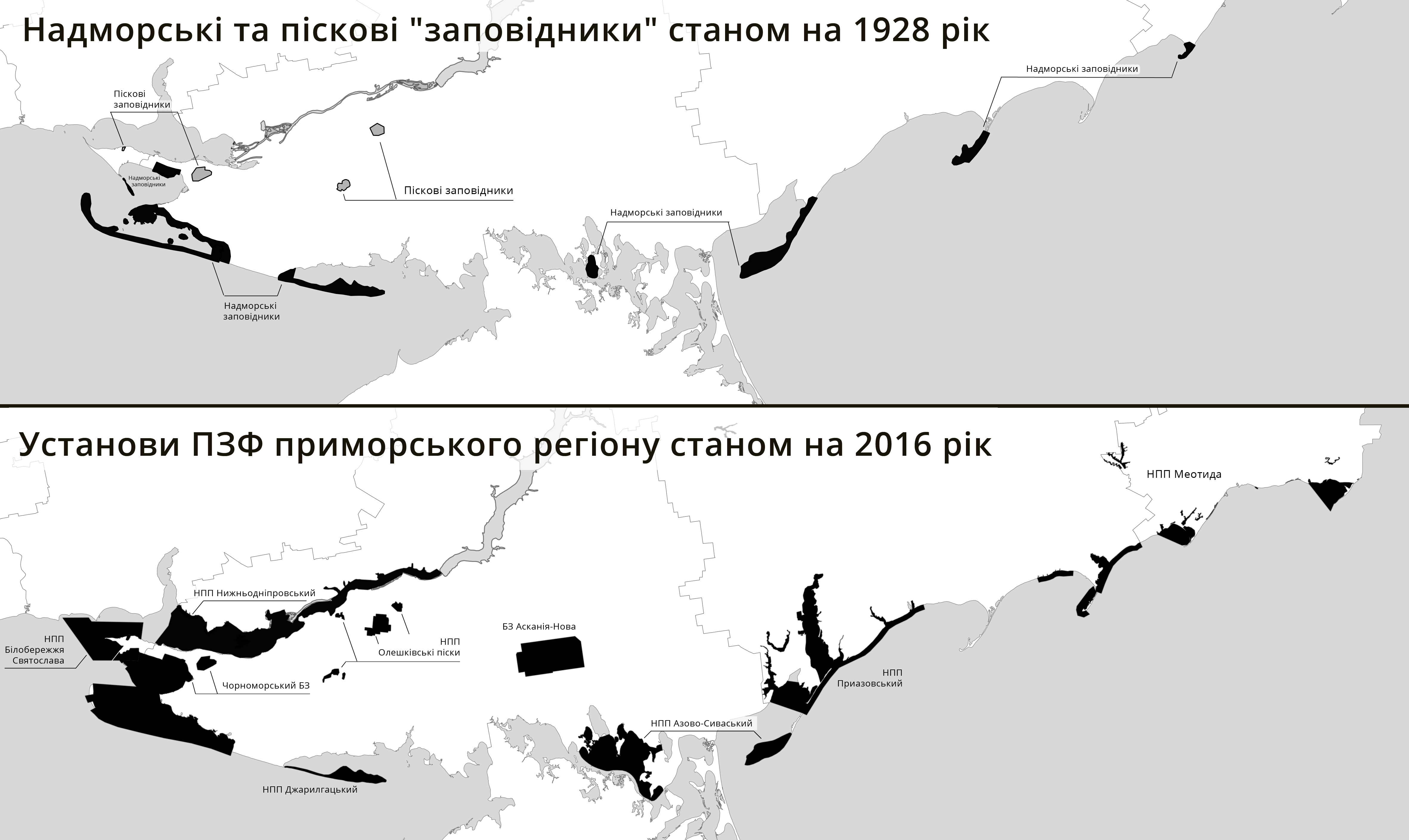
Надморські та Піскові заповідники станом на 1929 рік

19.07.1928 року Постановою РНК УРСР оголошені «Піскові заповідники у пониззі Дніпра» (15 000 га), до складу яких увійшли Івано-Рибальчанська дача, Солоноозерна Дача, Волижин ліс (все це тепер — частини Чорноморського заповідника), а також урочище «Буркути» (6000). Втім склад «заповідників» також трактувався сучасниками досить вільно. На карті степових заповідників, опублікованій Є.Лавренком 1928 року, відмічені «існуючі степові державні заповідники»: Іванівська арена, Буркути. Як і з Надморськими «заповідниками», Піскові «заповідники» є збірною назвою кількох ділянок.
Заповідник підпорядковали НКЗС. Постановою визначено наявність при заповідниках господарсько-адміністративного та охоронного персоналу. Передбачена можливість створення при заповідниках «відповідних наукових установ». Проте власну адміністрацію піскових «заповідників» так і не утворили.
На рівні НКЗС було прийнято рішення, що дешевше і простіше влити новостворені природоохоронні території у склад вже існуючих організаційно Надморських заповідників.
У матеріалах ревізії «заповідників» Робітничо-селянської інспекцією 1929 є також штатний розклад і кошторис на 1928-29 роки. Правда, неможливо визначити, чи стосуються ці документи всіх «заповідників» або тільки тієї їх частини, що знаходяться в Херсонському окрузі. Однак ці документи дозволяють скласти деяке уявлення про те, як була організована робота «заповідників». Штат становив 22 одиниці, в тому числі директор, помічник директора — біолог, 1 спеціаліст, 1 зав. господарством, 1 технік-моторист, 1 конюх і 16 «сторожів». В «заповідниках» була 1 машина і одне «судно», використовувалися власні та орендовані будівлі. Передбачалося ремонтувати свої будівлі (виділено 3000 руб.) і будувати 10 нових будівель (швидше за все — кордони, виділіть 10000 руб.). Планувалося придбавати лабораторне обладнання видавати «Вісник охорони природи». Річний фонд заробітної плати становив 9 448 руб., Сума, виділена на утримання «заповідників», - 40672 руб.

## Порушення на території Піскових «заповідників»
Втім, робота в «заповідниках» велась не ідеально, адже для опікування такої великою територією необхідно було значно більше часу та ресурсів. Про відсутність реального природоохоронного режиму в заповідниках найбільше відомо зі сміливих статей кореспондента УКОПП, очільника Мелітопольського краєзнавчого музею Іларіона Курила-Кримчака. У 1929—1930 роках він опублікував низку гострих статей у часописі «Український мисливець та рибалка», звинувачуючи конкретних посадовців у безвідповідальному ставленні до «заповідників» та викриваючи масштаби нищення приморських екосистем. Курило-Кримчак описує як навесні 1929 року на Обіточенській косі випасалось понад 3000 голів худоби, розташовувались рибальські курені, причали. «По весні минулого року протягом 2-х тижнів щоденно, безжалісно вивозили з островів та коси — повними каюками яйця птахів». П'яні озброєні рибалки вимагали гроші за вхід на косу. «Для господарів цеї округи цього декрету було замало», «Взагалі ж, як і слід було сподіватися, окружна комісія обслідування нічого не робила, щоб притягти до суворої відповідальності всіх тих, що безпосередньо чи посередньо брали участь у руйнуванні заповідника…». Не менш прикре читаємо і про заповідник на острові Бірючий: "Радянська влада для Бірючого не існувала. Земелька, рибка, дичина — все було для послуг населення, а виноград, який вже почав родити, забезпечував можливість вторгнення на територію заповідника будь-кого з «начальства». Після гарного винця кому б не хотілося займати тих загарбників«.
Найбільш драматична ситуація, очевидно розгорталась із заповідником на о. Чурюк, де Генічеська районна рада прямо добивалась скасування заповідника і робила це, намагаючись його знищити, щоб потім він був за фактом скасований. «Для господарів району (Генічеського — Авт.) в морі води по коліно і вони безцеремонно протягли свою лапу на цей заповідний шматок. За заповідник цей острів ніхто тут не визнавав та й тепер не визнають». «Найбільш стараються тут поселяни, яких на острові до 30 сімей. Цим островитянам уже через 1 ½ роки після видання декрету про заповідники нарізають 1000 га землі (1/7 площі острова — Авт.) заповідника й нагороджують конного їдця до 30 га землі». Курило-Кримчак описує 4000 голів худоби скотарської артілі «Новий бірючанин». Місцеві державні органи планували захопити весь Чурюк, посилаючись на колективізацію: «Навіть молочспілка пообіцяла згаданій артілі 1500 крб. авансу на будівництво й 1000 овець, коли на острові не буде заповідника». «Не дивлячись на телеграфне розпорядження НКЗС про заборону випасу на Бірючому, РЗВ, РВК обмежились тим, що телеграму підклали до справ і згодом по неї забули». "Секретар райвиконкому Товстопят, так той прямо на засіданні сказав «цей дикрет чепуха для нас, уряд жорстоко помилився, організувавши тут заповідника». Проте на захист «заповідників» 1930 року вже ніхто не ставав, про що також писав І. К-К. : «округові організації знали про беззаконність цих дій і мовчки протегували їм… Випас провадився. Завдяки збоям дерновий покров доведено до стану утворення голих пісків… Богатющу орнітофауну винищено… Та й дирекція заповідника нічого не зробила, щоб поліпшити стан останнього».
Аналогічно, самовільне єврейське поселення ще з 1925 року випасало худобу в урочищі «Буркути» та масово знищувало там жовтобрюха.
Окрім очевидного протистояння із промисловим риболовством та випасом худоби, проблемою «заповідників» виявлялась і просто низька обізнаність населення про нього. Про це також згадує І.Курило-Кримчак: «Так само лихо спіткало й Сивашський заповідник, острів Чурюк. Тут просто, по своїй простоті, зовсім не знали про існування декрету про заповідники. Заст.директора радгоспу „Овцевод“ ім. Фрунзе про існування останнього довідався лише місяць тому. (…) масово-хижацька розпашка цих цілин проводилась аж до 1928 року, навіть і на сьогодні можна знайти окремі полоси озимини, яку висівало населення різних виселків. Ними й випасувались і вибивались рештки цієї оригінальної цілинної рослинности. В сучасний момент радгосп вжив заходів щодо ліквідації цих виселків шляхом купівлі у поселян будівель тоощ, можливо що можна буде чогось сподіватись від „Овцевода“, який, використовуючи ці землі, з'виться спільником з дирекцією заповідника». Справляється враження що про існування заказників, як господарських установ, населення і посадові особи добре знали і розуміли що це таке. Водночас поява «заповідників» викликала нерозуміння: «Так про доповіді представника рибспілки т. Журавльова, президія ОВК 6/ХІІ-1929 року ухвалила: „Відмічаючи досить велике значення розвитку промислового рибальства на вгіддях Обіточенської коси, яка своїм географічним розташуванням є одне з найкращих місць для улову високоцінної породи риби на Озівському морі, й що існування заказника не дає можливості приступити до організації рибальських господарств, вважати за недоцільне існування заказника, який ускладнює розвиток та поширення промислового рибальства на ній, порушити клопотання перед УЕН про відміну заказника на Обіточенській косі“, „У самім оргбюрі окррибспілки з самопевненістю заявляють, що там заповідника не може бути, бо коли він і цінний так тільки через свої пасовиська. Вони горою стоять за рибальське селище на косі за 114 000 п. риби, яку повинні вловити в цьому році, а заповідник такі буде зруйнований“.

## Спільне існування Надморських і Піскових „заповідників“
Вже в травні 1929 року відбулася комплексна ревізія справ заповідника Робітничо-селянської інспекцією, що носила явний замовний характер, про що буде сказано далі — по всій країні починалася колективізація, а з нею — і перша облава на заповідники. Явно відчувалося і місцеве „замовлення“, оскільки у вкрай обширні і водночас розпливчасті межі „заповідників“ потрапляла чимала кількість традиційних сільськогосподарських угідь і місць звичного промислу місцевого населення». За результатами роботи комісії, дирекція «заповідників» була перенесена в м.Голу Пристань (ще далі від території «заповідників», а  Г.В.Ткаля пропонувалося звільнити. Однак, судячи з усього, він залишився на роботі. Можливо — з пониженням у посаді. Також рекомендувалось провести землевпорядкування, проте його так і не провели за час роботи «заповідників».
Орієнтовно 1930 року «заповідниками» (імовірно — одночасно і Надморськими і Пісковими) якийсь час керував Б. Фортунатов (який і до того займався «заповідниками» як працівник Асканії Нова), а заступником директора «заповідників» став О.Шуммер. Наприкінці 1931 або в початку 1932 року «заповідники» або включили до складу т.зв. Степового інституту-заповідника «Чаплі» («Асканія-Нова»), або підпорядкували йому. В цей період вивченням території «заповідників» займаються працівники «Асканії Нова». Втім, амбіції «асканійців» щодо приєднання приморських урочищ до Асканії Нова відчувались значно раніше, ще до створення «заповідників». Так, ще 1925 року комісія НКО, що працювала в Асканії-Нова з 15 по 31 серпня рекомендувала: «приєднати до Асканії Джарилгач, Чурюк і Тендру». А «на початку червня 1926 року Наукова частина Першого Державного степового заповідника „Чаплі“ організувала розвідкове дослідження частини північного узбережжя Чорного моря — на захід од Перекопської шиї, — що має увійти до складу Надморських заповідників». Починаючи з 1923 року «асканійці» добивались приєднання до своєї «імперії» островів Тендри, Джарилгача, Чурюка, Бірючего та Солоноозерної дачі. Більше того, в перспективі, Степовий інститут, що працював у Асканії-Нова, планував стати науковим і організаційним центром більшості заповідників України. За невідомих нам причин, Фортунатов наполегливо називав Надморські заповідники — «заказниками», казав: «група приморських заказників», «Буркути — заказник, не менш цінний ніж загальновідомий цілинний масив Асканії». Також Фортунатов розповідав у статті «Піщано-тирсовий степ», про плани відгородити Івано-Рибальчанську дачу, як заказник, від моря і лиману, «аналогічно з розпочатим уже огороджуванням Асканійського заказника» та про намір додати до «заказника» «південну половину кучугурового масиву, що не має жодної господарчої ваги, а також, залишену поза межею заказника південну частину знищеного піщаного степу». Це дозволило б провести огорожу площиною вздовж південного та східнього краю кучугурового масиву, відокремивши від суходолу всю Кінбургську косу. Огорожа має бути щось із 20 кілометрів завдовжки. Роботу цю розраховано виконати протягом двох років. Часткове готування будівельних матеріалів розпочнеться вже цієї осени". З цього можна зробити висновок, що «асканійці» не сприймали «заповідники» як окрему установу, або дійсно на цей час «заповідники» вже не існували як установа, лишаючись принаймні до 1930 року — заказниками.
З 1 січня 1933 р. від «Асканії-Нова» були відокремлені дві частини, які стали самостійними установами: Чорноморським та Азово-Сиваським державними заповідниками. Урочище «Буркути» залишалося в складі «Асканії-Нова» аж до 1957 року, коли було передано Херсонському обласному управлінню лісового господарства.
1933 року асканійський Степовий інститут було остаточно ліквідовано а більшість причетних до нього осіб репресовані за т.зв. «асканійською справою». Припускаємо, що безпосередня причетність до роботи Надморських та Піскових «заповідників» репресованих О.Шуммера, Б.Фортунатова, С.Медвєдєва, Г.Ткаля та інших — і є причиною, чому про самі «заповідники» збереглось так мало інформації.
Розподіл приморських природних ділянок між новими заповідниками після середини 1930-х і далі лишається не до кінця зрозумілим. Найбільш оригінальне бачення їх структури приморських заповідників подає М.Шарлемань у рукописі невиданої статті «Охорона природи в УРСР» 1940 року. Зокрема, він називає кожну зі «складових» «заповідників» — окремими заповідниками, вказуючи при цьому їх приналежність до свого роду збірних груп: Чорноморських, Азово-Сиваських і Азовських заповідників. При цьому, крім цієї статті жодних інших відомостей про т.з. «Азовські» заповідники ми не маємо. Загалом розподіл територій між цими збірними групами виглядає наступним чином: Чорноморські заповідники: «Буркути», «Ліс Водяне» (сучасний «Волижин ліс»), «Івано-Рибальча і Солоно-Озерна лісові дачі», «Острів Джарилгач», «Острів Тендер», «Острови Довгий, Орлів, Бабин, Смольовий», «Ягорлицький кут», «Потіевська ділянка»; Азово-Сиваські заповідники: «Острів Чурюк», «Острів Кугак-Тук»; Азовські заповідники: «Острів Бирючий», «Обиточенська коса». Щодо заповідника Білосарайська коса", зазначено що він перебуває у віданні Маріупольського Музею Краєзнавства). (аналогічні відомості щодо заповідника «Білосарайська коса» фігурують в публікаціях починаючи з 1937 року).

## Сучасний стан охорони територій Піскових «заповідників»
Вже в роки незалежності України, на базі інших частин Надморських заповідників, утворені національні природні парки «Джарилгацький», «Олешківські піски» та «Приазовський».

## Літературні джерела про Піскові заповідники
1. Проектований Державний пісковий заповідник Дніпорвського низу // Охорона пам'яток природи на Україні. Збірник 2.- 1928, с. 1-10
2. Лавренко Є. Рослинність цілинних степів України // Краєзнавство, 1928, № 6-10, с.31
3. Черняков Д. А. Очерк истории Черноморского заповедника. — Херсон: ХГТ, 2007, с.15
4. Курило-Кримчак А., 1930. Заповідники чи радгоспи? // Український мисливець та рибалка, № 7—8, стор. 20—22.
5. Фортунатов Б. Буркути // Укр. мисливець та рибалка. — 1931. — № 1. — С. 9-13.
6. Фортунатов Б. Піщано-тирсовий степ // Укр. мисливець та рибалка. — 1930. — № 11-12. — С. 18-22.